# Parque Nacional Yoshino-Kumano
O Parque Nacional Yoshino-Kumano é um parque nacional japonês, localizado nas prefeituras de Mie, Nara e Wakayama. Extendendo-se por 61 406 hectares, foi designado parque nacional em 1 de fevereiro de 1936.